# SPC (telekomunikacja)
Stored Program Control exchange (SPC) Centrale Sterowane Programowo – określenie odnoszące się do central telekomunikacyjnych. Zostały one wprowadzone na małą skale w latach 60. XX wieku. W latach 70. przejęły cały rynek.
Pierwszą z nich była centrala 1ESS wyprodukowana przez AT&T w 1956 r.